# 버턴부인밧줄다람쥐
버턴부인밧줄다람쥐(Funisciurus isabella)는 다람쥐과에 속하는 설치류의 일종이다. 카메룬과 중앙아프리카공화국, 콩고, 적도기니, 가봉에서 발견된다. 자연 서식지는 아열대 또는 열대 기후 지역의 습윤 저지대 숲과 습윤 산지림이다.

## 아종
2종의 아종이 알려져 있다.
- F. i. isabella
- F. i. dubosti